# 飛·奇幻世界
《飛·奇幻世界》（Fantasy World，缩写：FW）是总部位于中华人民共和国四川省成都市的中文月刊，创刊于2003年，前身是科幻世界雜誌社的《科幻世界少年版》。《飛·奇幻世界》已被中國基礎教育知識倉庫（CFEO）收錄。2013年5月停刊。

## 歷史

### 前身
2000年，科幻世界以“飛”為名推出了《科幻世界少年版》，本是面向青少年的科幻類雜誌。2002年1月，改為幻想文學雜誌。
2003年12月，《科幻世界畫刊增刊》（一名奇幻世界）發行，首印發行29,000冊。次年1月，改為《科幻世界·奇幻版》，2月正式出版，并定為於雙數月下半月出版。《科幻世界·奇幻版》共出版6期。
它和《今古传奇·奇幻版》是中国现代奇幻小说的摇篮，早期著名奇幻作家大多出自这两本杂志。

### 飛·奇幻世界
2005年1月，正式更名為《飛·奇幻世界》，開始擁有獨立的刊號，并改為月刊。雜誌的版式設計基本沿用2004年12月版《科幻世界·奇幻版》的設置，分為“九州”、“特別推薦”、“中篇佳作”、“短篇精品”、“長篇連載”和“回音谷”。
同年3月，第四期出版，新欄目“化神地圖”登臺，頁脚開始刊登讀者來信。月末至4月1日，大部份原編輯部人員集體辭職，并帶走了作者資料、稿件與聯繫方式，電腦硬盤相關內容被刪除。社長秦莉等人迅速組建起新的編輯部，4月，第五期雜誌順利下廠印刷並出版，本期封底出現“靈性奇幻，中國製造”字樣，并沿用至今。
7月，曾經作為重要欄目的“九州”部分的策劃人獨立出《飛·奇幻世界》。10月，出現新欄目“本期責編”。
年底，超長篇奇幻作品《天行健》開始在《飛·奇幻世界》連載。
2006年第一期出現新欄目“特別策劃”、“幻視界”，第二期出現“中國盒子”，第五期，“中國盒子”停辦，“回音谷”改為“奇幻客棧”，第六期新增“奇趣宮”，第七期出現“幻野星蹤”，介紹各位奇幻作家。
同年7月31日至8月4日，《飛·奇幻世界》編輯部於成都舉辦了第二屆奇幻文學筆會。11月初，出版第一部增刊。

### 停刊
因销量持续下滑，2013年5月21日科幻世界官网幻想在线发布《飞·奇幻世界》停刊公告。《飞·奇幻世界》出至2013年第6期，之后停刊。总计出版117期（含增刊）。然而停刊之後雜誌社並未主動退還讀者定金，因而引起不滿。